# W. J. Ross
W. J. Ross war ein US-amerikanischer Lacrossespieler.

## Erfolge
W. J. Ross war Mitglied der St. Louis Amateur Athletic Association, mit der er bei den Olympischen Spielen 1904 in St. Louis im ersten Lacrossewettbewerb der Olympischen Spiele antrat. Neben ihm gehörten außerdem William Partridge, Hugh Grogan, W. R. Gibson, William Murphy, William Passmore, George Passmore, Tom Hunter, A. M. Woods, Jack Sullivan, Albert Venn und J. W. Dowling zur Mannschaft. Ross spielte dabei auf der Position eines Angreifers.
Neben den Gastgebern aus St. Louis nahmen lediglich noch zwei Mannschaften aus Kanada teil: die Winnipeg Shamrocks und eine Mannschaft der Mohawk Indians of Canada. St. Louis bestritt seine erste Partie gegen die indianische Mannschaft und besiegte diese, womit sie ins Endspiel gegen die Winnipeg Shamrocks einzog. Mit 2:8 war sie diesen jedoch deutlich unterlegen und Ross erhielt letztlich wie seine Mannschaftskollegen die Silbermedaille.